# Криптокорина понтедериеволистная
Криптокори́на понтеде́риеволи́стная (лат. Cryptocoryne pontederiifolia) — травянистое растение рода Криптокорина семейства Ароидные.

## Описание
Криптокорина понтедериеволистная представляет собой травянистый куст без стебля с широкими листьями сердцевидной формы с удлинённым кончиком, собранными в розетку на длинных черешках, внешне напоминающими листья понтедерии. Листья светло-зелёные, с изнанки — розово-красные прожилки. Корневая система хорошо развита. Куст достигает в высоту 20—25 сантиметров. В природе встречается на Суматре.

## Культивирование
При содержании растения в аквариуме оптимальная температура составляет 22—28 °C, растение переносит её снижение до 18 °C. Вода должна быть средней жёсткости (6—20 немецких градусов), нейтральной или слабощелочной (pH 7,0—7,5). При жёсткости воды ниже 4° криптокорина подвержена «криптокориновой болезни» — листья превращаются в киселеобразную массу и отмирают. Повышение pH жёсткой воды вреда растению не причиняет. Освещение может колебаться от умеренного до довольно яркого, но обязательно должно быть рассеянным. Криптокорина хорошо переносит затенение, но при этом листья становятся более бледными и прожилки теряют розово-красную окраску. Световой день должен составлять не менее 12 часов. Растение очень чувствительно к обрастанию листьев водорослями при избыточном освещении. Грунт должен быть питательным, с большим количеством органических веществ и содержать глину, торф и ил, при этом размеры частиц основы грунта большой роли не играют. Толщина слоя грунта должна быть не меньше 6—7 сантиметров.

Как и остальные представители рода Cryptocoryne, понтедериеволистная криптокорина — болотное растение и может культивироваться в условиях палюдариума или влажной оранжереи. При этом температура должна быть 24—30 °C, грунт должен быть питательным и состоять из смеси песка, торфа, перегноя и дерновой земли. Оранжерейная форма существенных внешних отличий от водной не имеет. В оранжерейных условиях криптокорина растёт значительно быстрее, чем в аквариуме. 

Как в аквариуме, так и в палюдариуме понтедериеволистная криптокорина легко размножается грунтовыми и корневыми отводками, молодые растения можно отделять от материнского после того, как у них образуются 2—3 листа. В палюдариуме и оранжерее криптокорина цветёт, но получить семена не удаётся.